# Kino (tygodnik)
Kino. Tygodnik Ilustrowany – polski ilustrowany tygodnik filmowy, wydawany w latach 1930–1939 w Warszawie.

## Działanie
Na początku 1930 koncern Prasa Polska S.A. rozpoczął wydawanie tygodnika filmowego „Kino. Tygodnik Ilustrowany”, którego pierwszy numer ukazał się 3 marca. Redaktorem naczelnym czasopisma, do końca 1935 był Leon Brun, doświadczony dziennikarz i twórca tytułów prasowych poświęconych tematyce kinematograficznej. W 1936, od nr 1. do 51., jego funkcję przejął Jan Lubicki. Następnie od nr 52. z 1936 do września 1939 rolę redaktora naczelnego pełnił Teofil Syga. W związku z wybuchem II wojny światowej ostatnie egzemplarze „Kina” pojawiły się 10 września 1939.

## Struktura i treść
„Kino” drukowano w rozmiarze 37 cm x 26 cm, do druku i ilustracji używano koloru. W 1933 zastosowano także nonparel, co umożliwiało umiejscowienie wielu notatek prasowych na małej powierzchni. Nakład wynosił średnio 50 tys. egzemplarzy, a pod koniec lat 30. XX wieku osiągnął nawet wynik 60 tys. Podobnego poziomu sprzedaży nie osiągnął żaden periodyk filmowy w II Rzeczpospolitej.
Leon Brun postawił sobie za cel uczynienie „Kina” pismem popularyzatorskim zwróconym ku miłośnikom kina. Informacje o historii filmu i ówczesnych kierunkach jego rozwoju przekazywano w lekkim i kulturalnym tonie. Pismo charakteryzowało się także nowoczesnym wyglądem i kolorowymi ilustracjami. Wśród stałych współpracowników lub piszących pojedyncze teksty byli:  Leon Bukowiecki, Tadeusz Dołęga-Mostowicz, Juliusz Kaden-Bandrowski, Stefania Heymanowa, Antoni Marczyński, Wojciech Natanson, Magdalena Samozwaniec, Andrzej Strug, Eugeniusz Świerczewski, Anatol Ungurian, Maria Jehanne Wielopolska, Kazimierz Wroczyński, Karol Ford, Henryk Liński, Janusz Markowicz, Józef Steiner, Mieczysław Szczęsny, Zygmunt Schindler, Wanda Kalinowska, Jerzy Toeplitz, Halina Piekarska, Wincenty Rzymowski, Stanisław Ostrzycki, Halina Przewóska, Romana Giełczyńska oraz Eugeniusz Cękalski. W „Kinie” ukazywały się artykuły awangardowego Stowarzyszenia Miłośników Filmu Artystycznego „Start”.
Od 1935 pismo zaczęło zmieniać swój kierunek. Kosztem ambitniejszych treści wzrosła ilość informacji o charakterze rozrywkowym, sensacyjnym, sportowym i kobiecym. Większy nacisk położono na kult gwiazd. W ten sposób otwarto się na większe grono czytelników.

## Czy jesteśmy fotogeniczni?
W poszukiwaniu nowych gwiazd filmowych czasopismo na pierwszych stronach posiadało stałą rubrykę „Czy jesteśmy fotogeniczni?”. Inspiracją do tej formy poszukiwania świeżych aktorskich twarzy i ich dalszej promocji był list z fotografią, jaki ukazał się w 12. numerze „Kina” z 1930. Nadesłała go Lidia Pickard, znana później pod pseudonimem Alma Kar:
„Szanowna Redakcjo! Jestem zrozpaczona! Zwierciadło mówi codziennie: jesteś piękna! To samo czytam w oczach mężczyzn, pełnych zachwytu, i w oczach kobiet, pełnych zazdrości. Ale nikt nie może odpowiedzieć mi na pytanie, dla mnie zasadnicze: czy jestem fotogeniczna?
Bo przecież można być piękną i nie być fotogeniczną. Bywa też i odwrotnie. Więc proszę, bardzo proszę, krytycznym i fachowym okiem spojrzeć na załączoną tu fotografię i orzec: czy ja jestem fotogeniczna, czy nie?”
Wkrótce czytelnicy zaczęli przysyłać własne fotografie, wśród których znalazły się wizerunki Ewy Erwicz, Alicji Skwareckiej, Jerzego Pichelskiego, Michała Plucińskiego i Renaty Radojewskiej.